# 1823 en photographie
| Années de la photographie : 1820 - 1821 - 1822 - 1823 - 1824 - 1825 - 1826    |
| Décennies de la photographie : 1790 - 1800 - 1810 - 1820 - 1830 - 1840 - 1850 |

Cet article présente les faits marquants de l'année 1823 en photographie.

## Naissances
- 28 janvier : Bruno Braquehais, photographe français, mort le 13 février 1875.
- 7 février : George Washington Wilson, photographe écossais, mort le 9 mars 1893.
- 24 mars : Shimooka Renjō, peintre et photographe japonais, mort le 3 mars 1914.
- 8 avril : Amund Larsen Gulden, photographe norvégien, mort en 1901.
- 5 octobre : Johann Franz Michiels, sculpteur et photographe belge naturalisé prussien, mort le 21 janvier 1887.
- 15 novembre : Antoine Fauchery, écrivain et photographe français, actif en Australie et en Chine, mort le 27 avril 1861.
- 9 décembre : Luigi Ricci, scénographe et photographe italien, mort le 29 juillet 1896.
- 11 décembre : Charles D. Fredricks, photographe américain, mort le 25 mai 1894.

- Date précise non renseignée ou inconnue :
  - Pascal Sébah, photographe actif dans l'empire ottoman, notamment à Istanbul et au Caire, mort le 25 juin 1886.
  - Shima Ryū, photographe japonaise, morte en 1900.
  - John Watkins, photographe portraitiste anglais, mort en 1874.